# Haret Ortega
Haret Ortega, né le 19 mai 2000 à Iguala au Mexique, est un footballeur international mexicain qui évolue au poste de défenseur central au Deportivo Toluca.

## Biographie

### Carrière en club
Né à Iguala au Mexique, Haret Ortega est formé par le Club América. Il joue son premier match en professionnel le 24 janvier 2019, lors d'une rencontre de championnat face à l'Atlético de San Luis. Il est titularisé ce jour-là et son équipe l'emporte par un but à zéro.
Le 17 juin 2020, le transfert d'Haret Ortega est annoncé au Deportivo Toluca, qu'il rejoint sous forme de prêt avec option d'achat. Le 4 octobre 2020, il joue son premier match sous ses nouvelles couleurs, à l'occasion d'une rencontre de championnat face au CD Cruz Azul. Il est titularisé et se fait remarquer en inscrivant son premier but pour le club, participant à la victoire de son équipe par deux buts à zéro.

### En équipe nationale
Haret Ortega honore sa première sélection avec l'équipe nationale du Mexique face à Équateur le 28 octobre 2021. Pour cette rencontre, il est titularisé en défense centrale, et le Mexique s'incline par trois buts à deux,.